# Burg Hienheim
Die abgegangene mittelalterliche Burg Hienheim befand sich im Pfarrdorf Hienheim, heute einem Ortsteil der niederbayerischen Stadt Neustadt an der Donau im Landkreis Kelheim. Eigentlich befanden sich hier zwei Anlagen: Die „Abensberger Burg“ befand sich südwestlich der Ortskirche St. Georg und wird als Bodendenkmal in der Bayerischen Denkmalliste als „abgegangene mittelalterliche Burg“ unter der Denkmalnummer D-2-7136-0291 geführt. Die „Wittelsbacher Burg“ wird mit dem früher befestigten Friedhof von Hienheim gleichgesetzt. 

## Geschichte
In dem Ort werden zwei Burgen genannt, die als „Wittelsbacher Burg“ und „Abensberger Burg“ bezeichnet werden. Es ist nicht durchgehend klar, welche Mitglieder des Ortsadels der Hienheimer auf diesen Burgen gesessen sind.
Der Ort wird urkundlich 1097/98 erwähnt, als „Gotescalch de Hohenheim“ Besitz seines Bruders Heinrich im Ort „Harde“ (Heim auf der Anhöhe) an das Kloster Weltenburg überträgt. Das Ortsadelsgeschlecht der Hienheimer ist bis Mitte des 14. Jahrhunderts nachweisbar. Die ersten waren der bereits genannte Gottschalk, dann seine Brüder Zaitzfried und Heinrich. Diese waren vermutlich Edelfreie. Macili, der Sohn des Zaitzfried, wird Erbe des Gepa von Harlanden und nennt sich in der Folge nach Harlanden. Zwischen 1120 und 1140 übertragen die Frau des Herrands von Hienheim und ihre Söhne Besitz an das Kloster Prüfening. Ab 1125 treten die Brüder Markwart I. und Megingoz von Hienheim in einer Vielzahl von Traditionen der Klöster Weltenburg, Prüfening und Biburg auf. Ebenso treten die Brüderpaare Gebold und Konrad von Hienheim sowie Wimar und Markwart II. bis 1192 in Urkunden der Klöster Reichenbach, Biburg, Ensdorf, Obermünster und Münchsmünster auf. In der nächsten Generation werden Ulrich und Otto von Hienheim genannt. 1204 wird Ulrich von Hienheim Hofkaplan von Herzog Ludwig dem Kelheimer. 1227–1240 werden der Ritter Maquard III. und sei Sohn Heinrich in einer Urkunde des Klosters Weltenburg genannt. Im 14. Jahrhundert tritt Prechtl der Hienheimer 1341 als Taidinger eines Rechtsgeschäfts mit dem Kloster Weltenburg auf. Er hatte die Söhne Konrad und Heinrich. Letzterer wurde als Heinrich VII. von 1348 bis 1356 Abt des Klosters Reichenbach. Wilhelm der Hienheimer von Hienheim war ein Eigenmann von Ulrich III. von Abensberg, der 1351 sein gesamtes Eigentum seinem Herren aufsendet. Mit ihm endet die Reihe der Herren von Hienheim. Die beiden Sitze erscheinen nach der Mitte des 14. Jahrhunderts in den Händen der Brüder Hans und Ludwig Sinzenhofer von Burglengenfeld.

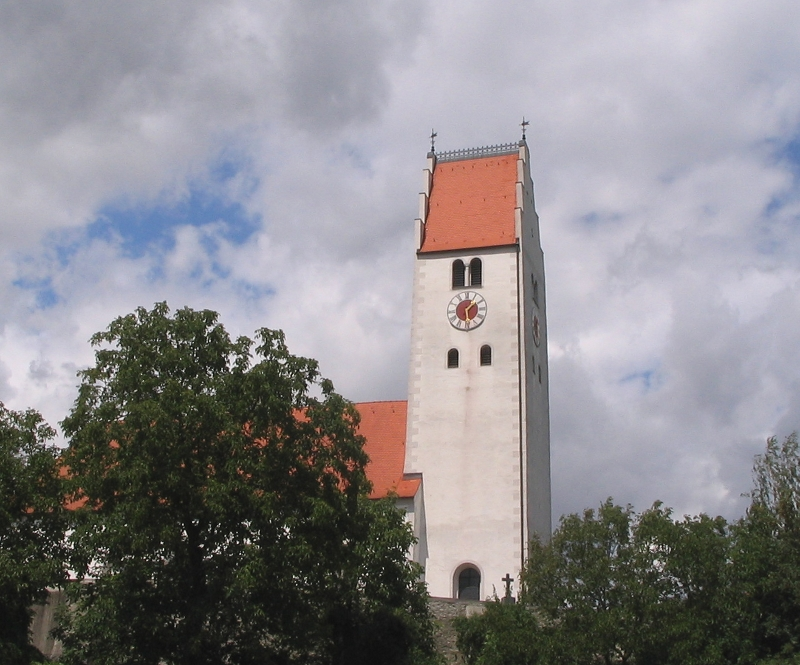
Kirche St. Georg in Hienheim

### Wittelsbacher Burg zu Hienheim
Auf dem Wittelsbacher Sitz wird ab 1140 der Ministeriale Wimar von Hienheim genannt. Es wird vermutet, dass dieser Sitz mit dem befestigten Friedhof von Hienheim zusammenhängt, der früher mit einer mit Schießscharten bewährten Mauer und mehreren Türmen umgeben war. Die aus dem 12. Jahrhundert stammende Chorturmkirche St. Georg wird als Burgkapelle dieser Burg angesehen. Welche weiteren Hienheimer zu den Ministerialen der Wittelsbacher zu zählen sind, ist nicht klar, auf alle Fälle ist Ulrich von Hienheim als Hofkaplan von Herzog Ludwig dem Kelheimer dazu zu zählen. 1371 verkaufen Hans und Ludwig Sinzenhofer Sitz und Hofmark um 31 Pfund Regensburger Pfennige an Hans den Güldenschar. Ein Teil davon besitzt im 15. Jahrhundert Leonhard Muggenthaler, der 1447 von Herzog Albert III. das Jägermeisteramt in Kelheim und das Forstmeisteramt im Hienheimer Forst übertragen bekam. Im 16. Jahrhundert werden hier die Herren von Eck, darunter auch Leonhard von Eck, genannt. 1557 belehnte Herzog Albrecht V. den Hans Hager von Frabertzhofen mit den Besitzresten, die danach nicht mehr aufscheinen. Die Burg muss bereits zu einem früheren Zeitpunkt abgegangen sein.

### Abensberger Burg zu Hienheim
Dieses vermutlich im 12. Jahrhundert errichtete Ensemble tritt urkundlich erstmals 1331 als Sitz eines Adelsgeschlechts auf. Dieser lag südwestlich der Ortskirche am Rand eines 10 m zur Donau abfallenden Hanges. 1527 und 1695 ist noch von einem mit einem Graben umfangenen Sitz die Rede, 1737 wird die Anlage als „Edelmannsitz oder gemauertes Haus samt einem Turm auf dem Berg, so alles baufällig“ geschildert. 1764 ist nach einer Planzeichnung davon nichts mehr zu sehen; allerdings erscheinen auf dem Urkataster von Bayern typisch burgähnliche Strukturen vor dem Abfall zur Donau. Aus einer Verleihung von 1695 ist die Rede von einem „von der Herrschaft Abensberg zu Ritterlehen rührenden Sitz Hienheim“. Dazu passt, dass etliche der Herren von Hienheim als Ministeriale der Abensberger genannt werden. 1373 veräußerten Hans und Ludwig die Sinzendorfer ihren gesamten vom verstorbenen Großvater Ludwig der Zart erhaltenen freieigenen Besitz an Herzog Albrecht I. Danach wird hier der Abensberger Ministeriale Ulrich der Heiligenstetter 1418 genannt. Ihm folgten seine Söhne Ulrich (1476) und dessen Bruder Caspar († 1481, begraben auf dem Hienheimer Friedhof). 1570 ging der Besitz auf dem Heiratsweg an Leonhart Ster. In der nächsten Generation wird Hienheim 1603 an Hans Georg Präntl zu Irnsing verkauft. Ab da und bis 1696 haben Hienheim und Irnsing die gleiche Geschichte. Als Adam Franz Präntl 1665 ohne Kinder verstarb, kam der Besitz an dessen Schwester Anna Maria. 1695 belehnte der Kurfürst Max Emanuel den Diplomaten Korbinian Prielmayr mit Hienheim. 1752 fiel die Hofmark an die Freiherrn von Cammerlohr, die bis 1848 im Besitz der Hofmark waren.